# Peribaea caesiata
Peribaea caesiata là một loài ruồi trong họ Tachinidae.